# Diacyclops bernardi
Diacyclops bernardi är en kräftdjursart som först beskrevs av Petkovski 1986.  Diacyclops bernardi ingår i släktet Diacyclops och familjen Cyclopidae. Inga underarter finns listade i Catalogue of Life.